# Gran Belt
El Gran Belt (en danés: Storebælt, que significa gran cinturón) es el mayor de los tres estrechos marinos que conectan el estrecho del Kattegat (mar del Norte) con el mar Báltico, siendo los otros dos el Pequeño Belt y el Oresund (conocidos conjuntamente como los estrechos daneses). 
El Gran Belt está localizado entre las principales islas danesas de Selandia (Sjælland) y Fionia (Fyn). Desde 1998 las islas están conectadas por el puente del Gran Belt.

## Geografía
El Gran Belt tiene 16 km de largo y de 16 a 32 m de ancho. Fluye en torno a dos grandes islas: Sprogø en el norte y Langeland al sur. En Sprogø el Gran Belt se divide en el canal oriental y en el canal occidental.
Tanto el canal este, como el oeste, se cruzan actualmente mediante el puente del Gran Belt, inaugurado en 1998. También está en ejecución un túnel bajo el canal oriental.

## Historia
El 30 de enero de 1658 el rey sueco Carlos X Gustavo, venido de Polonia con un ejército de 9.000 jinetes y 3.000 de infantería, cruzó a pie el Pequeño Belt congelado por el hielo invernal. Llegado a la isla de Fionia, asoló Odense y después cruzó el Gran Belt. Después de haber abordado Selandia el 11 de febrero, amenazaron directamente Copenhague. Tomado por sorpresa, el rey de Dinamarca y Noruega, Federico III de Dinamarca, se vio obligado a firmar el Tratado de Roskilde por el que las provincias antes danesas de Skåne, Halland y Blekinge, y la entonces provincia  noruega de Bohuslän, pasaron a pertenecer a Suecia.

## Geología

El primitivo Lago Ancylus.

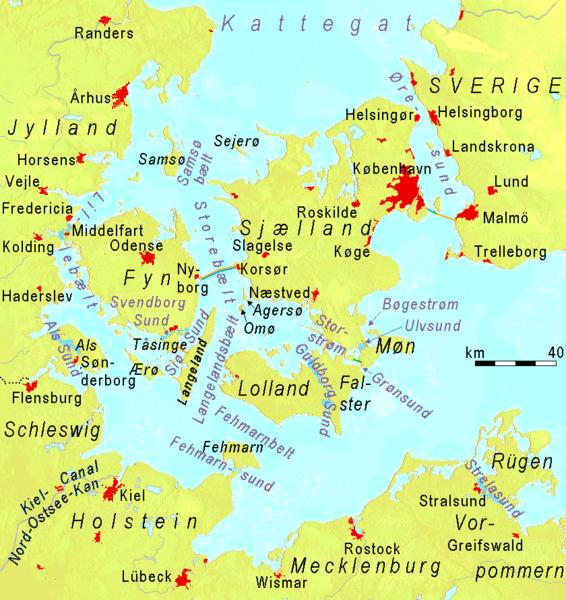
Estrechos daneses del suroeste del mar Báltico.

En la época preglacial, debe de haber pasado a través de aquella zona, un río que drenaba la cuenca del mar Báltico. Así también hizo el mar Eemian, justo antes de la última glaciación, que cubrió toda la zona con hielo de varios metros de espesor. Hoy en día, la topografía es totalmente posglacial. El Gran Belt fue erosionado por la existencia de corrientes que pasaban entre la cuenca del mar Báltico y el Kattegat. Actualmente es un canal anegado. 
Por debajo de la superficie es posible hablar de aliviaderos norte y sur. El norte se compone de dos cortes en forma de V de más de 50 m de profundidad. El sur es relativamente inferior, de 30 m de profundidad, mostrando en su parte superior sedimentos lacustres y de ríos. Esta configuración aporta pruebas de que durante la mayor parte de su vida las aguas del Gran Belt fluyeron hacia afuera, siguiendo la corriente. 
El aliviadero norte está situado fuera del mar, frente a la costa norte de Zeeland. El sur está justo al sur de Langeland, encabezando la bahía de Kiel. El Fremerbaelt conectaba entonces la bahía de Kiel con la bahía de Lübeck al sur de Lolland. La bahía de Lübeck está abierta al mar Báltico. 
El canal actual del Gran Belt fue creado por una relativamente alta fase de crecidas del mar Yoldia que le llevó a romper a través del Kattegat a niveles más bajos, alrededor de 10000 a. C. En ese momento, el expuesto aliviadero del norte era un valle de menos de 1 km de ancho. 
El mar Yoldia mar seguía drenando y el nivel del Kattegat aumentando. En el 9500 a. C. se detuvo el flujo hacia el exterior y el mar comenzó a invadir el ampliado Gran Belt, convirtiéndose en salobre muy lentamente. Durante la fase del lago Ancylus, 9500-8000 a. C., el Gran Belt era una extensión del Kattegat. Al final de ese tiempo, el aumento de los niveles de Kattegat irrumpieron en el lago Ancylus, creando el mar Littorina.

## Biología
En el Gran Belt viven algunos de los peces que más se pescan, tanto como deporte como para su comercialización, tales como los peces planos, la trucha marrón, el bacalao, la caballa y la aguja.

## Navegación internacional
El Gran Belt fue navegable para buques oceánicos a lo largo de la historia y, a pesar de algunos choques y colisiones con el puente, todavía lo es. La armada danesa realiza labores de vigilancia de los buques que transiten por ellos. 
Desde el reinado del rey Erico de Pomerania, el gobierno danés recibió una gran parte de sus ingresos por el cobro del llamado Sound Dues, cuotas de peaje de los buques mercantes internacionales que pasaban por el estrecho de Øresund bajo la amenaza de hundimiento. Todos los buques no daneses tenían prohibido el uso de cualquier otro, salvo las vías navegables de Øresund: los buques que transgredían esta prohibición eran confiscados o hundidos. A mediados del siglo XIX, esta práctica se convirtió en fuente de graves responsabilidades diplomática y el gobierno danés acordó poner fin a la misma, logrando a cambio una compensación financiera. Las vías danesas de navegación se abrieron a las navieras extranjeras. La mitad oriental del Gran Belt son  vía fluvial internacional, jurídicamente basadas en la Convención de Copenhague de 1857. La mitad occidental del Gran Belt (entre Funen y Sprogø) y todas las demás partes de los estrechos daneses son aguas territoriales y sujetas a la jurisdicción danesa.